# خالد الشمري (لاعب كرة قدم بحريني)
خالد الشمري (21 ديسمبر 1993) لاعب كرة قدم بحريني يلعب حاليا لصالح نادي الدرجة الأولى الحد البحريني في خط الدفاع من 2007.

## الإنجازات
- الدرجة الأولى (1): 2016
- كأس ملك البحرين (1): 2015